# USS Osmond Ingram (DD-255)
USS Osmond Ingram (DD-255/AVD–9/APD-35) là một tàu khu trục lớp Clemson được Hải quân Hoa Kỳ chế tạo vào cuối Chiến tranh Thế giới thứ nhất, được cải biến thành tàu tiếp liệu thủy phi cơ AVD-9 rồi thành tàu vận chuyển cao tốc APD-35 để tiếp tục phục vụ trong Chiến tranh Thế giới thứ Hai cho đến khi xung đột kết thúc. Nó là chiếc tàu chiến duy nhất của Hải quân Hoa Kỳ được đặt tên theo Osmond Ingram (1887-1917), thủy thủ Hoa Kỳ đầu tiên tử trận trong Thế Chiến I và là người được truy tặng Huân chương Danh dự.

## Thiết kế và chế tạo
Osmond Ingram được đặt lườn vào ngày 15 tháng 10 năm 1918 tại xưởng tàu Fore River Shipyard của hãng Bethlehem Shipbuilding Corporation ở Quincy, Massachusetts. Nó được hạ thủy vào ngày 23 tháng 2 năm 1919, được đỡ đầu bởi bà N. E. Ingram, mẹ của Osmond Ingram; và được đưa ra hoạt động tại Boston, Massachusetts vào ngày 28 tháng 6 năm 1919 dưới quyền chỉ huy của Hạm trưởng, Thiếu tá Hải quân M. B. DeMott.

## Lịch sử hoạt động
Sau khi nhập biên chế, Osmond Ingram phục vụ cùng Hạm đội Đại Tây Dương cho đến khi được cho xuất biên chế vào ngày 24 tháng 6 năm 1922 và đưa về lực lượng dự bị tại Philadelphia, Pennsylvania.
Được cải biến thành một tàu tiếp liệu thủy phi cơ sau khi chiến tranh lại nổ ra ở Châu Âu, nó nhập biên chế trở lại vào ngày 22 tháng 11 năm 1940 sau khi được xếp lại lớp với ký hiệu lườn mới AVD–9 vào ngày 2 tháng 8 năm 1940. Osmond Ingram khởi hành từ San Juan, Puerto Rico, cảng nhà mới của nó, vào ngày 15 tháng 1 năm 1941, làm nhiệm vụ tiếp liệu cho các chuyến bay tuần tra của thủy phi cơ trong khu vực giới hạn bởi Trinidad, Antigua và San Juan. Sau đó nó đi đến căn cứ tại vùng kênh đào Panama, tiếp liệu cho các chuyến bay tuần tra từ Salinas, Ecuador và tại vùng quần đảo Galápagos cho đến tháng 6 năm 1942.
Quay trở lại nhiệm vụ của một tàu khu trục, Osmond Ingram làm nhiệm vụ hộ tống các đoàn tàu vận tải đi lại giữa Trinidad với Recife và Belém cho đến hết năm 1942, rồi đi lên phía Bắc đến Argentia, Newfoundland để tham gia một lực lượng tuần tra tấn công chống tàu ngầm hình thành chung quanh tàu sân bay hộ tống Bogue. Đây là một trong những lực lượng chống tàu ngầm hiệu quả nhất tại Đại Tây Dương, mà cuối cùng đã đánh bại các tàu ngầm U-boat Đức Quốc xã, đảm bảo an toàn cho tuyến đường vận chuyển nhân lực và hàng hóa vượt đại dương, mang lại chiến thắng tại châu Âu. Được mang trở lại ký hiệu lườn cũ DD–255 từ ngày 4 tháng 11 năm 1943, Osmond Ingram đã đánh chìm chiếc tàu ngầm đối phương đầu tiên, U-172, bằng hải pháo vào ngày 13 tháng 12 năm 1943 sau khi chiếc U-boat bị buộc phải trồi lên mặt nước do các đợt tấn công bằng mìn sâu. Chiến công này cùng các hoạt động của các tàu chị em mang lại hiệu quả tương tự đã mang lại cho đội danh hiệu Đơn vị Tuyên dương Tổng thống.
Sau một chuyến đi đến Gibraltar vào đầu năm 1944, Osmond Ingram phục vụ hộ tống vận tải đi lại giữa New York và Trinidad cho đến tháng 6, khi nó đi vào Xưởng hải quân Charleston để cải biến thành một tàu vận chuyển cao tốc. Được xếp lại lớp với ký hiệu lườn mới APD–35 từ ngày 22 tháng 6 năm 1944, nó gia nhập các lực lượng đổ bộ tại Địa Trung Hải kịp thời để tham gia các cuộc tấn công chuẩn bị lên các đảo ngoài khơi bờ biển Pháp vào ngày 14 tháng 8 năm 1944, rồi hộ tống các đoàn tàu vận tải dọc theo bờ biển Pháp và Ý cho đến khi quay trở về Norfolk, Virginia vào cuối tháng 12.
Được điều động sang chiến trường Thái Bình Dương, Osmond Ingram lên đường, hộ tống các đoàn tàu vận tải dọc đường đi trong suốt hành trình từ New York ngang qua Panama đến San Diego, Trân Châu Cảng, Eniwetok và Ulithi. Nó khởi hành từ đây vào ngày 2 tháng 4 năm 1945 cùng một lực lượng tấn công cho chiến dịch chiếm đóng Okinawa; và cho đến khi đảo này được bình định, nó luân phiên hộ tống các đoàn vận tải nhanh đi Saipan và Guam cũng như tuần tra bảo vệ cho khu vực thả neo Hagushi. Trong tháng 7, nó hộ tống tàu bè đi lại giữa đảo Leyte và Hollandia, New Guinea; rồi sang tháng 8 bắt đầu tuần tra tại khu vực Philippines cho đến Borneo. Khi chiến tranh kết thúc, nó giúp vào việc chiếm đóng Nhật Bản, ghé qua Wakayama, Kure và Nagoya trước khi lên đường quay trở về nhà.
Osmond Ingram được cho xuất biên chế tại Philadelphia, Pennsylvania vào ngày 8 tháng 1 năm 1946. Tên nó được cho rút khỏi danh sách Đăng bạ Hải quân vào ngày 21 tháng 1 năm 1946, và nó được bán cho hãng Hugo Neu vào ngày 17 tháng 6 năm 1946 để tháo dỡ.

## Phần thưởng
Osmond Ingram được tặng thưởng sáu Ngôi sao Chiến trận do thành tích phục vụ trong Chiến tranh Thế giới thứ hai.